# Zdravá Voda (Žarošice)
Zdravá Voda (deutsch Rosenthal) ist ein Ortsteil der Gemeinde Žarošice in Tschechien. Er liegt sechs Kilometer westlich von Ždánice und gehört zum Okres Hodonín.

## Geographie
Zdravá Voda erstreckt sich am Südhang des Ždánický les im Tal des Baches Zdravotnický potok. Das Dorf liegt inmitten ausgedehnter Wälder im Naturpark Ždánický les. Nordöstlich erheben sich die Nové hory (415 m), im Osten die Maliny (371 m), südwestlich der Šumberk (323 m) und Prostřední vrch (Mitterberg, 315 m) und im Westen die Písečná (374 m). Westlich über dem Tal verläuft die Staatsstraße I/54 von Slavkov u Brna nach Kyjov. Gegen Westen liegt die mittelalterliche Wüstung Mezilesice und nördlich die Wüstung Konůvky.
Nachbarorte sind Rašovice im Norden,  Mouřínov im Norden, Ždánice im Osten, Archlebov und Žarošice im Südosten, Silničná und Uhřice im Süden, Dambořice, Velké Hostěrádky und Bošovice im Südwesten, Lovčičky im Westen sowie Milešovice, Kobeřice u Brna, Nížkovice und Heršpice im Nordwesten.

## Geschichte
Seit dem 17. Jahrhundert waren die heilkräftigen Wässer mehrerer Quellen im Rosenthal bekannt. Die Äbtissin des Königinkloster Alt Brünn ließ in der ersten Hälfte des 18. Jahrhunderts an einer der Quellen ein Badehaus anlegen.
Nach der 1782 erfolgten Aufhebung des Königinklosters fiel Rosenthal dem Religionsfonds zu. Am 30. August 1824 kaufte Ernestine Gräfin Schaffgotsch das Allodgut Zaroschitz mit den zugehörigen Dörfern Zaroschitz, Rosenthal und Straßendorf von der k.k. Veräußerungskommission. Rosenthal bestand zu dieser Zeit lediglich aus neun Häusern. Gräfin Ernestine ließ 1828 die Siedlung erweitern, ein herrschaftliches Brau- und Branntweinhaus errichten und nordwestlich der Ansiedlung die Wälder im Quellgebiet des Zdravotnický potok roden, wo der Schafhof Ernestinenhof entstand. 1834 lebten in den 32 Häusern des Dorfes 127 Personen. Das emphyteutische Gast- und Badehaus besaß 16 Badekammern und über der eisenhaltigen Quelle ein weiteres Badezimmer. Wegen der Abgeschiedenheit und dürftigen Ausstattung des Bades waren die meisten Besucher keine Kurgäste, sondern Wallfahrer.
Nach der Aufhebung der Patrimonialherrschaften bildete Zdravá Voda/Rosenthal ab 1850 einen Ortsteil der Gemeinde Žarošice/Scharoschitz in der Bezirkshauptmannschaft Gaya und dem Gerichtsbezirk Steinitz. Im 19. Jahrhundert erwarben die Fürsten von Liechtenstein den Grundbesitz und hielten ihn bis 1923. Ende der 1950er wurde der Badebetrieb eingestellt. Ein Teil der Badehäuser wurde umgebaut, andere abgerissen. Nach der Aufhebung des Okres Kyjov wurde der Ort 1960 dem Okres Hodonín zugeordnet.
Im Jahre 1991 hatte das Dorf 27 Einwohner. Beim Zensus von 2001 wurden 35 Häuser und 19 Einwohner gezählt.

## Sehenswürdigkeiten
- Badehaus mit Wappen der Äbtissin des Königinklosters
- Wasserkapelle an der Quelle in der Ortsmitte
- Quelle am oberen Ortsende
- Kruzifix
- Reste der gotischen Burg Kepkov, der Feste Konůvky und erloschenes Dorf Konůvky, nördlich im Ždánický les im Tal des Baches Křižanovický potok, archäologische Fundstätten
- Reste der Feste Klasov, östlich im Ždánický les im Tal des Baches Klasovký potok